# Aleksandra Dranka
Aleksandra Dranka (née Pięta le 3 octobre 1903 à Harklowa - morte le 29 avril 2014 idem) est une supercentenaire polonaise, doyenne des Polonais du 14 mai 2013 au 29 avril 2014, elle est la première Polonaise ayant atteint 110 ans dont l'âge est documenté et vérifié par Gerontology Research Group, ,,.

## Biographie
Née à Harklowa près de Jasło en 1903, elle part avec ses parents aux États-Unis en 1905 et s'installe à Chicago où habite déjà sa famille lointaine. Ses parents y ouvrent un restaurant. En 1908 elle revient en Pologne et vit de l'agriculture avec ses parents. Durant toute sa vie la couture est sa passion, elle coud des robes de mariées pour les jeunes filles des environs. En 1928 elle épouse Michał Dranka.
Aleksandra Dranka s'est éteinte le 29 avril 2014.